# Dan Levy (skuespiller)
 For alternative betydninger, se Dan Levy. (Se også artikler, som begynder med Dan Levy)
Daniel Joseph Levy (født 9. august 1983) er en canadisk skuespiller, forfatter, producent og tv-personlighed . Han er søn af komiker og skuespiller Eugene Levy og manusforfatter Deborah Divine Levy. Dan Levy var vært for et eftermiddagsshow for The Hills, der blev sendt på MTV Canada i flere sæsoner. 
Han havde hovedrollen som David Rose i Schitt's Creek, en komedieserie, som han skabte sammen med sin far.  For sit arbejde med serien har han vundet flere Canadian Screen Awards, blandt andre priser. 

## Tidlige liv
Levy blev født i Toronto, Ontario, i 1983, som søn af Deborah Divine og den canadiske skuespiller Eugene Levy . Han er storebror til skuespillerinde Sarah Levy, der spiller tjenerinden Twyla i Schitt's Creek, hvor Levy og hans far også medvirker. Levy gik på gymnasiet ved North Toronto Collegiate Institute og studerede senere filmproduktion ved York University og Ryerson University .   Hans far er jødisk, og hans mor er protestantisk ;  familien fejrer både jul og Hanukkah .  Levy identificerer sig som jødisk og blev bar mitzvahed . 

## Karriere

### 2006-2012: Tidligt arbejde
Levy begyndte sin karriere som en af de originale syv medværter på den nu nedlagte MTV Canada serie MTV Live. Han blev alment kendt som medvært for MTV Canadas The After Show med Jessi Cruickshank og dens forskellige inkarnationer, såsom The Hills : The After Show og The City : Live After Show.  Efter afslutningen af After Show og Cruickshanks afgang skrev, producerede og medvirkede Levy i sin egen julespecial til MTV, Daniel Levys Holi-Do's & Don'ts, og var medvært for MTV Movie Awards Red Carpet, X- Faktors indledningsprogramer og den nationale dækning af Vancouver Olympiske Lege for CTV .   Levy forlod MTV Canada i 2011 efter fem år med netværket. 
I 2008 optrådte han på Canadas Next Top Model som gæstedommer. 
Som skuespiller har han optrådt i fire sammenhængende episoder af den canadiske tv-serie Degrassi: The Next Generation, som havde premiere som en tv-film kaldet Degrassi Goes Hollywood . I Degrassi spillede Levy en filmproducent, der ansætter Paige Michalchuk som hovedrollen i en ny film instrueret af skuespiller Jason Mewes. Han har også optrådt i 2012-thrilleren Offline og i 2013-filmen Admission med Tina Fey og Paul Rudd .  

### 2013 – nutid:Schitt's Creek
I 2013 dannede Levy Not a Real Company Productions (med sin far Eugene Levy, samt Andrew Barnsley og Fred Levy).  Deres første projekt var en tv-pilot med CBC, hvilket resulterede i Schitt's Creek .  Levy spiller også en række i serien sammen med sin far, søster Sarah Levy, Catherine O'Hara, Annie Murphy og Chris Elliott .  Det er The Not a Real Company Productions første tv-serie.  Levy har talt offentligt om sin karakters skildring af panseksualitet og siger: 
 "I visse dele af Amerika var Davids seksuelle tvetydighed et stort spørgsmålstegn. (Men) det var spørgsmål som det, som jeg synes er ganske spændende."  
 For sit arbejde på Schitt's Creek er Levy blevet nomineret til adskillige priser, herunder adskillige Canadian Screen Awards for skrivning og skuespil, og priserne for bedste komedieserie, bedste skrivning i et komedieprogram eller -serie i 2016 og bedste komedieserie i 2019.  
I marts 2019 meddelte Levy, at serien blev fornyet til en sjette og sidste sæson. På sociale medier angav Levy, at beslutningen om at afslutte serien efter sæson seks, på deres egne kreative vilkår var et "sjældent privilegium" og takkede showets fans for deres støtte. 
I juli 2017 blev det annonceret, at Levy var vært for The Great Canadian Baking Show sammen med Julia Taylor Ross, som havde sin premiere 1. november på CBC.  Kontrovers opstod, da John Doyle fra The Globe and Mail kritiserede showets første episode i en anmeldelse den 30. oktober 2017. Inkluderet i gennemgangen var en kritik af Levys "feyness", mens han optrådte som vært og en vittighed, der antydede nepotisme hos CBC.  Mens han anerkendte vigtigheden af kritik i medierne, kaldte Levy brugen af ordet "feyness" "stødende, uansvarligt og homofobisk ".   The Globes offentlige redaktør, Sylvia Stead, offentliggjorde en erklæring den 9. november, hvori hun forklarede, at "Mr. Doyle var ikke klar over, at Mr. Levy var homoseksuel, og han brugte udtrykket til at betyde dyrebarhed". Hun erkendte også, at selv om ordbogen ikke definerer "fey" som en slur, at "vi er nødt til at forstå ikke kun konteksten af ord, men hvordan de udvikler sig og ses af lokalsamfund, der måske er ret følsomme over for en række betydninger."  Levy og Chan vendte tilbage som værter i seriens anden sæson, der havde premiere i september 2018.  I marts 2019 meddelte Levy via Twitter, at han og Chan ikke ville vende tilbage som værter for seriens tredje sæson under henvisning til "planlægningskonflikter." 
I maj 2019 var han hovedtaler på The Infatuation's årlige madfestival, EEEEEATSCON. 
I juni 2019, for at markere 50-årsdagen for Stonewall-opgøret, der udløste starten af den moderne LGBTQ-rettighedsbevægelse, udnævnte Queerty ham til en af Pride50 “banebrydende individer, der aktivt sikrer samfundet forbliver i retning af lighed, accept og værdighed for alle queer mennesker ”.  
I september 2019 blev det annonceret, at Levy havde underskrevet en tre-årig aftale med ABC Studios om at producere og udvikle indhold. 
I januar 2020 var han og hans far Eugene Levy, gæsteværter på The Ellen DeGeneres Show, og vikarierede for Ellen, mens hun tog en fridag. De udførte mange af de almindelige værtsaktiviteter, inklusiv interviews med kolleger fra Schitt's Creek, Catherine O'Hara og Annie Murphy .  

## Privatliv
Levy deler sin tid mellem Toronto og Los Angeles, på trods af at han har sagt, at London er hans "yndlingsby", efter at han havde boet der i 2005. 
Levy undgik tidligere at mærke sin seksuelle orientering offentligt,  på trods af at han i et 2015-interview med Flare blev kaldt "et medlem af det queer-samfund."  I et 2020-interview med Andy Cohen bekræftede Levy, at han er homoseksuel og har været ude af skabet siden han var 18 år. 

## Filmografi
| År        | Titel                    | rolle                     | Noter                                 | Refs.  |
| --------- | ------------------------ | ------------------------- | ------------------------------------- | ------ |
| 2009      | Degrassi Goes Hollywood  | Robbie                    | TV-film                               |        |
| 2012      | Cyberstalker             | Jack Dayton / Ukendt mand |                                       |        |
| 2013      | Admission                | James                     | Krediteret som Daniel Joseph Levy     | [ 37 ] |
| 2014      | Stage Fright             | Underholdningsreporter    |                                       |        |
| 2017      | Robot Bullies            | Robot 1                   | Kortfilm                              |        |
| 2018      | Modern family            | Jonah                     | TV-serie (1 episode "A Sketchy Area") | [ 38 ] |
| 2019      | Kacey Musgraves juleshow | fortæller                 | TV-film                               | [ 39 ] |
| 2015-2020 | Schitt's Creek           | David Rose                | 80 episoder; Medskaber                |        |
| 2020      | Happiest sæson           | John                      | Post-produktion                       | [ 40 ] |